# ヒト亜科
ヒト亜科（ひとあか、学名 Homininae）は、哺乳綱霊長目（サル目）ヒト上科ヒト科の1亜科である。
その指す範囲は一定しないが、ここでは、ヒト族（ヒト属及びチンパンジー属）とゴリラ族からなる系統とする。
この系統は、約1300万年前にオランウータン亜科（オランウータンのみ）と分岐した。ギガントピテクス Gigantopithecus は、分岐後のヒト亜科側の基底付近に位置する可能性が高い。

ヒト亜科の系統樹

## 下位分類
- ヒト亜科 Homininae
  - ギガントピテクス Gigantopithecus †
  - ゴリラ族 Gorillini
    - ゴリラ属 Gorilla
      - ゴリラ Gorilla gorilla

  - ヒト族Hominini
    - チンパンジー亜族 Panina
      - チンパンジー属 Pan
        - チンパンジー（ナミチンパンジー）Pan troglodytes
        - ボノボ（ピグミーチンパンジー） Pan Paniscus

    - ヒト亜族Hominina 
      - サヘラントロプス属 †
        - サヘラントロプス・チャデンシス Sahelanthropus tchadensis †

      - オロリン属 Orrorin †
        - オロリン・トゥゲネンシス †

      - アルディピテクス属 Ardipithecus †
        - アルディピテクス・ラミドゥス Ardipithecus ramidus † ("アルディ")
        - アルディピテクス・カダッバ Ardipithecus kadabba †

      - ケニヤントロプス属 Kenyanthropus †
        - ケニアントロプス・プラティオプス Kenyanthropus platyops †

      - アウストラロピテクス属 Australopithecus （華奢型） †
        - アウストラロピテクス・アファレンシス A. afarensis † ("ルーシー")
        - アウストラロピテクス・アフリカヌス A. africanus †
        - アウストラロピテクス・アナメンシス A. anamensis †
        - アウストラロピテクス・ガルヒ A. garhi †

      - パラントロプス属 Paranthropus　（頑丈型） †
        - パラントロプス・ロブストゥス P. robustus  †
        - パラントロプス・エチオピクス P. aethiopicus †
        - パラントロプス・ボイセイ P. boisei †

      - ヒト属 Homo
        - ホモ・ルドルフェンシス H. rudolfensis †
        - ホモ・ハビリス H. habilis †
        - ホモ・エルガステル H. ergaster †
        - ホモ・エレクトス H. erectus †
        - ホモ・アンテセッサー H. antecessor †
        - ホモ・ハイデルベルゲンシス H. heidelbergensis †
        - ホモ・ネアンデルターレンシス H. neanderthalensis †
        - ホモ・フローレシエンシス H. floresiensis †
        - ホモ・サピエンス H. sapiens
          - ホモ・サピエンス・イダルトゥ H. s. idaltu †
          - ホモ・サピエンス・サピエンス H. s. sapiens

## 定義に関する諸説
以下のようにさまざまな説がある（広義から狭義へ、太字が本記事でのヒト亜科）。
- 従来のヒト上科（人類と類人猿）をヒト科とし、ヒト亜科（人類と大型類人猿）とテナガザル亜科に分ける[2][3][4]。
- 従来のヒト上科（人類と類人猿）をヒト科とし、ヒト亜科（人類とアフリカ類人猿）とオランウータン亜科とテナガザル亜科に分ける[5]。
- ヒト科（人類と大型類人猿）を、ヒト亜科（人類とアフリカ類人猿）とオランウータン亜科に分ける[4][6]。
- ヒト科（人類と大型類人猿）を、ヒト亜科（人類とチンパンジー属）とゴリラ亜科とオランウータン亜科に分ける[7]。
- ヒト科（人類とアフリカ類人猿）を、ヒト亜科（人類とチンパンジー属）とゴリラ亜科に分ける。
- ヒト科（人類とアフリカ類人猿）を、ヒト亜科（人類）とチンパンジー亜科とゴリラ亜科に分ける。
- ヒト科（人類とチンパンジー属）を、ヒト亜科（人類）とチンパンジー亜科に分ける。